# مامي أوسمباري
مامي أوسمباري (الاسم العلمي:Mammea usambarensis) هو نوع من النباتات يتبع جنس المامي من فصيلة جميلات الأوراق.